# Мьондон

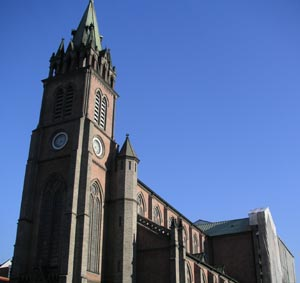
Собор Мьондон

Торговий квартал Мьондон (кор. 명동, 明洞) — центральна торгова вулиця Сеула. У кварталі площею 0,91 км² проживає близько 3 000 осіб, переважно торговці. Це найдорожча вулиця Сеула з погляду орендної плати. Дуже популярна серед молоді та іноземців завдяки роздрібним магазинам середньої та високої цінової категорії, які торгують товарами міжнародних марок. Тут розташовані 4 великі універмаги: Migliore, Lotte Department Store, Avatar та High Harriet.
Це головний центр основних фінансових послуг та цінних паперів. Там базується ряд великих страхових та фінансових фірм: Citibank, SK Corporation, Kookmin Bank, Korea Exchange Bank, Lone Star Funds, Sumitomo Mitsui Banking Corporation, AIG Korea Insurance, Hana Bank та HSBC.